# Pelobates vespertinus
Pelobates vespertinus – gatunek płaza bezogonowego z rodziny grzebiuszkowatych (Pelobatidae). Występuje głównie we wschodniej części Ukrainy i w zachodniej Rosji. Do niedawna uważany za podgatunek grzebiuszki ziemnej, od której różni się nieznacznie wyglądem. 

## Pozycjataksonomiczna
Do niedawna uznawany za podgatunek grzebiuszki ziemnej (Pelobates fuscus). W 2001 roku opisano różnice w rozmiarach genomu między zachodnimi i wschodnimi populacjami grzebiuszki ziemnej (Pelobates fuscus). W 2007 roku wykazano różnice w mitochondrialnym DNA, a w 2013 roku także nDNA i zasugerowano, że P. fuscus vespertinus powinien być traktowany jako osobny gatunek. Obecnie w związku z bardzo ograniczonym mieszaniem się tych dwóch taksonów (co sugeruje występowanie bariery reprodukcyjnej), różnicami w rozmiarach genomu (znacznie większy u P. vespertinus), a także wykazaniem, że gatunki te ewoluują niezależnie od siebie od 2–3 milionów lat, status Pelobates vespertinus jako osobnego gatunku jest powszechnie akceptowany.

## Wygląd
Gatunek ten dorasta do 4–7 cm długości. Z wyglądu podobny do grzebiuszki i ziemnej i, tak jak ona, posiada blady modzel na stopie oraz kopulastą czaszkę. Występuje duża zmienność w ubarwieniu – skóra może mieć kolor od szarego przez żółtawy i brązowawy do czerwonawego. Występują również często pomarańczowe kropki. Od grzebiuszki ziemnej różni się obecnością trzech podłużnych jasnych pasów na grzbiecie (występujących u większości osobników) oraz czarnym paskiem pomiędzy oczami. 

## Zasięg występowaniai siedlisko
Gatunek ten występuje od wschodniej Ukrainy i zachodniej Rosji (gdzie krzyżuje się z grzebiuszką ziemnej na niewielkim obszarze) do zachodniej Syberii i Kazachstanu. Na południu spotykany jest wzdłuż linii brzegowej Morza Azowskiego, Półwyspie Krymskim i Kaukazie do Dagestanu. P. vespertinus występuje na wysokościach 0–830 m n.p.m.
Zasiedla obszary nizinne charakteryzujące się występowaniem miękkiej gleby.

## Status zagrożenia
Międzynarodowa Unia Ochrony Przyrody (IUCN) po raz pierwszy sklasyfikowała Pelobates vespertinus w swojej Czerwonej księdze gatunków zagrożonych w 2023 roku, nadając mu status 
najmniejszej troski (LC, Least Concern). Trend liczebności populacji oceniany jest jako spadkowy. Do głównych zagrożeń dla gatunku zalicza się zanieczyszczenie środowiska, osuszanie terenów lęgowych czy introdukcję drapieżnych ryb, zagraża mu także utrata siedlisk i śmierć na drogach.